# Winnetka Challenger 1987
Il Winnetka Challenger 1987 è stato un torneo di tennis facente parte della categoria ATP Challenger Series nell'ambito dell'ATP Challenger Series 1987. Il torneo si è giocato a Winnetka negli Stati Uniti dal 17 al 23 agosto 1987 su campi in cemento.

## Vincitori

### Singolare
Simon Youl ha battuto in finale  Roberto Saad con il punteggio di 5–7, 7–6, 6–3

### Doppio
Tobias Svantesson /  Jon Treml hanno battuto in finale  Pieter Aldrich /  Warren Green con il punteggio di 6–3, 6–4